# 小行星13109
小行星13109（13109 Berzelius）是一颗绕太阳运转的小行星，为主小行星带小行星。该小行星于1993年5月19日发现。

## 轨道参数
小行星13109的轨道半长轴为361 277 253 km，2.4149549 UA，离心率为0.179。